# Церфаліу
Церфаліу (італ. Zerfaliu, сард. Tzorfuliu) — муніципалітет в Італії, у регіоні Сардинія,  провінція Ористано.
Церфаліу розташоване на відстані близько 390 км на південний захід від Рима, 95 км на північ від Кальярі, 14 км на північний схід від Ористано.
Населення — 1116 осіб (2014).
Щорічний фестиваль відбувається 6 серпня. Покровитель — Santissima Trasfigurazione.

## Демографія
Населення за роками:

Станом на 1 січня 2023 року в муніципалітеті офіційно проживало 17 іноземців з 11 країн, серед них 7 громадян країн Євросоюзу.

## Сусідні муніципалітети
- Олластра
- Паулілатіно
- Сімаксіс
- Соларусса
- Вілланова-Трускеду